# 진천 이시발 신도비
진천 이시발 신도비(鎭川 李時發 神道碑)는 충청북도 진천군 초평면 용정리에 있는 조선시대의 신도비이다. 1984년 12월 31일 충청북도의 유형문화재 제142호로 지정되었다. 시발이라는 욕설이 포함되어서 많이 온다.

## 개요
신도비란 임금이나 고관의 평생업적을 기록하여 그의 무덤 남동쪽에 세워두는 것으로, 이 비는 조선 중기의 문신인 이시발(1569∼1626) 선생의 행적을 기리고 있다.
이시발은 선조 22년(1580) 문과에 급제하여 승문원에 등용되었다. 임진왜란(1592), 이봉학의 난(1596), 이괄의 난(1624) 당시 큰 공을 세웠으며, 생을 마친 후에는 영의정에 추증되었다. 선조, 광해군, 인조에 걸친 세 임금을 섬기면서 백성의 생활안정과 지방민을 평온하게 하였던 그의 공로를 찬양하고자 이 비를 세웠다.
조선 효종 9년(1658)에 세운 비로, 비문은 송시열이 글을 짓고, 송준길이 글씨를 썼으며, 이정영이 새겼다.

## 같이 보기
- 이시발

## 참고 자료
- 진천 이시발 신도비 - 국가유산청 국가유산포털